# ベント・ホルムストローム
ベント・ロバート・ホルムストローム（英: Bengt Robert Holmström、1949年4月18日 - ）とは、フィンランド人の経済学者であり、現在はマサチューセッツ工科大学でポール・サミュエルソン記念教授を務めている。オリバー・ハートと共に、ホルムストロームは2016年のノーベル経済学賞を受賞した。

## 略歴
ホルムストロームはフィンランドのヘルシンキで生まれ、フィンランドでスウェーデン語を話すマイノリティーであった。彼はヘルシンキ大学から数学と科学の学士号を、1975年にはスタンフォード大学からオペレーションズ・リサーチの修士号を、そしてスタンフォード大学経営大学院から博士号（Ph.D）を受け取っている。彼は1994年よりマサチューセッツ工科大学の教員である。それ以前には、ノースウェスタン大学のケロッグ経営大学院の准教授（1979-1982）、イェール大学の経営大学院のエドウィン・J・バイネッケ記念教授（1983-1994）であった。ホルムストロームは2010年にヘルシンキ大学同窓会委員会が選ぶその年の同窓生（Alumnus of The Year）に選ばれている。
ホルムストロームは特にプリンシパル＝エージェント理論についての業績でよく知られている。より一般的に言えば、彼は特に企業の理論、コーポレートガバナンスや金融危機における流動性問題、に適用されるような契約とインセンティブの理論について研究を行ってきた。
ホルムストロームはアメリカ芸術科学アカデミー、エコノメトリック・ソサエティー、アメリカファイナンス学会のフェローであり、スウェーデン王立科学アカデミーとフィンランド科学文学アカデミーの外国人メンバーである。2011年、彼はエコノメトリック・ソサエティーの会長となった。彼はスウェーデンのストックホルム商科大学、フィンランドのヴァーサ大学とハンケン経済大学の名誉博士号を持っている。より最近には、2012年に Banque de France-TSE Senior Prize in Monetary Economics and Finance、2013年には Stephen A. Ross Prize in Financial Economics、そして Chicago Mercantile Exchange – MSRI Prize for Innovative Quantitative Applications を授与されている。
ホルムストロームは1999年から2012年までノキアの取締役会のメンバーであった。彼はアールト大学の理事会のメンバーである。
ホルムストロームはまた、2006年に「取引費用の経済学、契約、インセンティブとコーポレートガバナンスなどに関する貢献」に対して、オリバー・ウィリアムソン（2009年ノーベル経済学賞受賞者）、オリバー・ハート（2016年ノーベル経済学賞受賞者）と共にトムソン・ロイター引用栄誉賞を受賞している。

## 著作
- Holmström, Bengt, 1972. "En icke-linear lösningsmetod för allokationsproblem". University of Helsinki.
- Holmström, Bengt, 1979. "Moral Hazard and Observability," Bell Journal of Economics, 10(1), pp. 74–91.
- _____, 1982. "Moral Hazard in Teams," Bell Journal of Economics, 13(2), 324–340.
- _____, 1983. "Equilibrium Long-Term Labor Contracts," Quarterly Journal of Economics, 98(Supplement), pp. 23–54.
- _____, 1999. "Managerial Incentive Problems: A Dynamic Perspective," Review of Economic Studies, 66(1), 169–182.
- Holmström, Bengt, and Paul Milgrom, 1991. "Multitask Principal-Agent Analyses: Incentive Contracts, Asset Ownership, and Job Design," Journal of Law, Economics, and Organization, 7, 24–52.
- _____, 1994. "The Firm as an Incentive System," American Economic Review, 84(4), pp. 972–991.
- Holmström, Bengt, and John Roberts（英語版）, 1998. "The Boundaries of the Firm Revisited," Journal of Economic Perspectives, 12(4), pp. 73–94
- Holmström, Bengt, and Jean Tirole, 1998. "Private and Public Supply of Liquidity," Journal of Political Economy, 106(1), pp. 1–40.